# Susan Blow

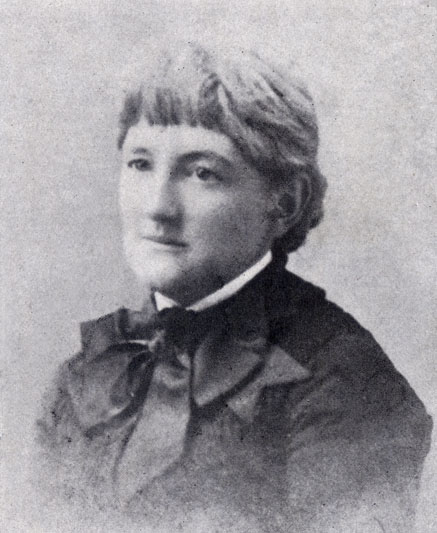
Susan Blow (undatiert)

Susan Elizabeth Blow (* 7. Juni 1843 in Carondelet, St. Louis; † 27. März 1916 in New York City), auch Susan E. Blow, war eine US-amerikanische Reformpädagogin und Vorreiterin der US-Kindergartenbewegung.

## Leben
Susan Blow wurde im Sommer 1843 im Ortsteil Carondelet in St. Louis in Missouri als älteste Tochter des Unternehmers, Diplomaten und Politikers Henry Taylor Blow (1817–1875) und seiner Ehefrau Minerva Grimsley geboren. Ihre Familie war deutscher Abstammung und gehörte in Missouri zur Oberschicht, die ihren Reichtum nicht zuletzt durch die Sklaverei angehäuft hatte. Ihr Großvater und ihr Onkel waren Sklavenhalter und unter anderem „Besitzer“ von Dred Scott, der 1856 / 1857 durch den Bürgerrechtsprozess Dred Scott v. Sandford berühmt wurde. Ihr Vater bezahlte 1858 die Beerdigung Dred Scotts. Susan wuchs in einer kulturell wie politisch interessierten Umgebung auf und besuchte das Internat von William McCauley in New Orleans und die Schule von Henrietta Haines im Bundesstaat New York. Mit Ausbruch des Sezessionskriegs kehrte sie zu ihrer Familie zurück, wo sie die schulische Erziehung ihrer kleineren Geschwister übernahm und Sonntagsschulunterricht in der presbyterianischen Gemeinde ihrer Familie gab. Im Gegensatz zu anderen sklavenhaltenden Südstaaten blieb Missouri der Union treu und schloss sich nicht den Konföderierten Staaten an. Schon während des Kriegs wurde ihr unionistisch eingestellter Vater in das US-Repräsentantenhaus gewählt; nach Kriegsende wurde er US-Botschafter in Brasilien. Als älteste Tochter begleitete sie ihren Vater zunächst nach Washington, D.C. und dann nach Brasilien, wo sie als Sekretärin ihres Vaters fungierte.
Anfang der 1870er Jahre unternahm Blow zusammen mit ihrer Mutter und ihren Geschwistern eine etwa einjährige Reise durch Europa, auf der die intellektuell und philosophisch interessierte Blow mit den Lehren des Reformpädagogen Friedrich Fröbel in Kontakt kam. Im Gegensatz zur damals vorherrschenden, auf Drill und Disziplin ausgerichteten Kindererziehung setzte Fröbel auf ein freies, spielerisches Erlernen sozialer Werte als ideale Frühkinderziehung. Bei ihrer Rückkehr nach St. Louis traf sie auf ein ideales Milieu für solche Reformprojekte; die Stadt war mittlerweile Heimat vieler preußischer Flüchtlinge der Märzrevolution 1848 geworden, die Fröbels Lehren mitgebracht und teils bereits in die Tat umgesetzt hatten. Deshalb existierten in St. Louis bereits einige private Kindergärten nach Fröbels Lehren. Blow schlug nun die Gründung eines öffentlichen Kindergartens vor, um die Vorzüge von Fröbels Lehren allen Bevölkerungsschichten zugänglich zu machen. Sie gewann für diesen Plan den Rückhalt des school boards der Stadt und des Schulrates William Torrey Harris. In Vorbereitung auf die Umsetzung nahm sie zunächst eine Ausbildung zur Kindergärtnerin durch Maria Kraus-Boelté in Anspruch, die etwa zeitgleich eine fröbelianische Schule für Kindergärtnerinnen in New York City aufbaute. 1873 kehrte Blow nach St. Louis zurück und eröffnete in ihrem alten Heimatbezirk Carondelet den ersten öffentlichen Kindergarten der Stadt, der auf große positive Resonanz stieß. Ein Jahr später eröffnete sie eine eigene Ausbildungsstätte für Kindergärtnerinnen, durch die sie großen Einfluss auf die junge US-Kindergartenbewegung nahm. Binnen weniger Jahre wurde das Kindergartensystem von St. Louis ausgeweitet und umfasste schon 1879 insgesamt 53 Vorschulklassen mit 131 Erzieherinnen.
Neben Fröbel bildete auch Georg Wilhelm Friedrich Hegel und seine idealistischen Lehren einen großen Einfluss auf Blows Denken. 1884 musste sie sich vom aktiven Lehren zurückziehen, nachdem gesundheitliche Beschwerde als Folge einer Erkrankung an Morbus Basedow immer heftiger wurden. Zwischen 1886 und 1895 lebte sie deshalb weitgehend zurückgezogen, ehe sich ihr Zustand soweit verbesserte, dass sie in Boston Vorlesungen zu verschiedenen kulturellen Themen geben konnte. Zugleich veröffentlichte sie ab Mitte der 1890er mehrere theoretische Schriften zum Konzept des Kindergartens und gab Übersetzungen von Fröbels Mutter- und Koselieder heraus. Etwa Anfang der 1900er Jahre später zog sie nach New York City, wo sie sich unter anderem für die Kindergarden Association engagierte und Unterricht am pädagogischen Institut der Columbia University gab. Die stets ledig gebliebene Susan Blow starb im März 1916 in New York City und liegt in St. Louis begraben; ihr Grabstein nennt den 27. März als Todestag, andere Quellen den 26. März. Die New York Times erinnerte in einem Nachruf an die „Mutter des Kindergartens.“ Der Erfolg des Kindergartensystems von St. Louis wurde später hauptsächlich William Torrey Harris zugeschrieben, wenngleich Blow mit ihren Ideen einen entscheidenderen Beitrag leistete. Heute wird ihr unter anderem mit einem Stern auf dem St. Louis Walk of Fame gedacht.

## Werke
Als Autorin
- Symbolic Education: A Commentary on Froebel’s “Mother Play” (= William Torrey Harris: International Education Series, Band 26). D. Appleton and Company, New York 1894.
- Letters to a Mother on the Philosophy of Froebel (= William Torrey Harris: International Education Series, Band 45). D. Appleton and Company, New York 1899.
- Kindergarten Education. J.B. Lyon Company, Albany 1900.
- Educational Issues in the Kindergarten (= William Torrey Harris: International Education Series, Band 58). D. Appleton and Company, New York 1908.

Als Herausgeberin und / oder Übersetzerin
- The Mottoes and Commentaries of Friedrich Froebel’s Mother Play (= William Torrey Harris: International Education Series, Band 31). Übersetzung von Fröbels Mutter- und Koseliedern durch Susan Blow und Henrietta R. Eliot, editiert von Susan Blow. D. Appleton and Company, New York 1895.
- The Songs and Music of Friedrich Froebel’s Mother Play (= William Torrey Harris: International Education Series, Band 32). Editierte Übersetzung von Fröbels Mutter- und Koselieder. D. Appleton and Company, New York 1895.